# Джон Ласковскі
Джон Ласковскі (англ. John Laskowski, нар. 7 червня 1953, Саут-Бенд, Індіана, США) — американський професіональний баскетболіст, що грав на позиції атакувального захисника за команду НБА «Чикаго Буллз».

## Ігрова кар'єра
На університетському рівні грав за команду Індіана (1972–1975). 
1975 року був обраний у другому раунді драфту НБА під загальним 32-м номером командою «Чикаго Буллз».
Професійну кар'єру розпочав 1975 року виступами за тих же «Чикаго Буллз», захищав кольори команди з Чикаго протягом усієї історії виступів у НБА, яка налічувала 2 сезони.
Після завершення спортивної кар'єри працював баскетбольним коментатором.